# Автошлях B30 (Німеччина)
Федеральний автошлях 30 (B 30, нім. Bundesstraße 30) — автомобільна дорога у Німеччині, що пролягає майже повністю у федеральній землі Баден-Вюртемберг, а починається у Баварії. З'єднує Ной-Ульм на півночі і Фрідріхсгафен на півдні.
Наприкінці 2019 року введено до експлуатації південно-західний об'їзд Равенсбурга. До населеного пункту Оберцель траса на цій ділянці має по дві смуги у кожен бік, після — по одній.
B30 належить до найбільш завантажених федеральних трас Німеччини. Особливо проблемною ситуація є у населених пунктах, що досі не мають об'їздів. 2010-го року через громади Енцісройте і Ґайсбойрен проїжджало у середньому 21300 транспортних засобів на добу, а через одну з центральних вулиць Равенсбурга — 25800 авт на добу, у тому числі близько 1600 важковагових автомобілів.

## Маршрут
| Bundesstraße 30 | Bundesstraße 30         | Bundesstraße 30 |
| --------------- | ----------------------- | --------------- |
| 0 км            | Ной-Ульм                |                 |
| 19              | Лаупгайм-захід          |                 |
| 38              | Біберах-Йорданбад       |                 |
| 58              | Бад-Вальдзее-схід       |                 |
| 76              | Вайнгартен (Вюртемберг) |                 |
| 79,5            | Равенсбург-північ       |                 |
| 83              | Равенсбург-південь      |                 |
| 88              | Равенсбург-Оберешах     |                 |
| 102 км          | Фрідріхсгафен           |                 |